# 滑瓢 (鬼太郎)
滑瓢妖(ぬらりひょん)，為日本漫畫家水木茂的漫畫作品「鬼太郎」裡的虛構妖怪角色。

## 概要
外形為厚腦杓、人類老者模樣的妖怪，作品中被設定為在日本妖怪界裡具有威望不可小覷的地位。有著企圖佔領全妖怪與人類世界的野心，而將每每阻擾他的鬼太郎視為眼中釘。

## 作品裡的滑瓢妖

### 漫畫版
在鬼太郎漫畫首次登場出現的作品為1967/10/01的。在原先的劇情設定是個居留在人類社會、以「山田」作為隱藏身份的假名、時常利用炸藥在社會製造恐慌事故的妖怪。
因擔心做太多壞事可能會引來鬼太郎的注意，之後設計圈套讓鬼太郎跌落在準備好的陷阱裡、再利用水泥進行活埋 (而原作漫畫中滑瓢妖利用水泥活埋鬼太郎的橋段也多次改編在後來電視動畫中)，但之後鬼太郎將一隻手掌從身體分離再寄宿在滑瓢妖身上，受到驚嚇的滑瓢妖因而向妖怪蛇骨婆求助，而蛇骨婆建議先將鬼太郎從水泥放出再封印在有魔力的壺子裡，不過事後從水泥塊離開的鬼太郎藉著有回到過去時光能力的石臼；將滑瓢妖和蛇骨婆流放到史前時代，讓倆人消失在現代社會裡。
青少年鬼太郎系列裡的長篇連載裡頭；滑瓢妖擔任鬼太郎的高中母校的校長 (原先的墓の下高校為人類高校、之後改成妖怪學校)。在故事中為了籌募費用；與鬼太郎及的妖怪學生們一同在人類的舞台上載歌載舞表演湊錢。
鬼太郎90年代的連載系列裡，滑瓢妖得知欲消滅全妖怪的「埴輪武者軍團」來襲時，放下和鬼太郎之前的糾紛，率領「輪入道部隊」、「獨眼妖部隊(一つ目部隊)」、「狸部隊」、「烏鴉天狗飛行隊(カラス天狗飛行隊)」與鬼太郎一同聯手作戰。另外在同系列中的「妖怪大相撲」故事裡，串場擔任土俵旁的裁判一員。 
滑瓢妖在星野龍一改編的鬼太郎漫畫「ゲゲゲの鬼太郎 妖怪千物語」中；陷害鬼太郎在妖怪法庭中遭受重刑判決，但最後被查出是幕後黑手後反被處於長達500年間的溶解之刑。

### 動畫版
第一作
於12集登場，劇情與原作漫畫同樣是個喜歡在人類社會製造恐慌事件的妖怪，最後被鬼太郎用能回到過去時光的石臼流放到遠古時代，後續的集數未再出現。
聲優:槐柳二
第二作
未登場。
第三作
在第4集出現，外型改為和式服裝打伴，並首次在動畫中出現身旁的妖怪跟班「朱盆」。
劇情上和之前原作一樣也是因到處做惡而遭到鬼太郎流放到古代，但在第16集再度復出現身、並慫恿該集的妖怪無臉妖(のっぺらぼう)行惡。雖故事最後也是被鬼太郎擊敗；但也讓滑瓢妖成了鬼太郎第三作動畫的固定班底角色，也正式設定為鬼太郎的最大宿敵，後續的鬼太郎第四、五、六作動畫也延續採用「滑瓢妖 = 鬼太郎的最強敵手」的人物設計及「滑瓢妖 + 朱盆」的組合搭配。
第三作滑瓢妖多次尋找擊敗鬼太郎的機會，也在第三作劇場版動畫「喀喀喀的鬼太郎」、「喀喀喀的鬼太郎 強烈衝突!!異次元妖怪的大叛亂」擔任故事中的事件幕後黑手，另外在第109~115集的長篇「地獄編」中獲得了「天叢雲劍」，而成為了地獄的支配者。
聲優:千葉耕市(第4集)
聲優:青野武(第16集以後)
第四作
46、47集登場，暗中設計鬼太郎背負莫須有的罪名送上妖怪法庭，最後被查出是幕後主使者被處決流放到遠古時代，但在60集再度復活登場。
在第96~99集期間；吸收了強大力量成為了「妖怪王」，之後與西洋妖怪首領貝亞德聯手合作對付鬼太郎。
由京極夏彥撰寫的第101集劇本當中，滑瓢妖的原形被設定為章魚。
聲優:西村知道
第五作
第五作一開始在前面集數以描寫成事件幕後的主使者簡單帶過；直到第8集正式在主線劇情中登場，電影版《日本炸裂》中一度擔任在日內瓦舉辦的國際妖怪高峰會日本代表。
外貌上改成藍色的一眉造型，與鬼太郎對打時在額頭上被擊下疤痕，之後留下此疤痕做為警惕自己不能再輸給鬼太郎的教訓。
聲優:青野武
第六作
解開妖怪四將封印的幕後黑手，於第76話登場，跟歷代動畫一樣身邊有朱盆作為隨從。認為妖怪無法跟人類共存，並認為鬼太郎的想法過於天真。似乎十分有錢，為了自己的目的會用金錢攏絡政府高官，一但對方不服從就會用炸藥等手段讓其重傷，並以這種手段阻止人類對妖怪的生存環境的開發，藉此賣人情讓居住地遭到開發的妖怪成為自己的手下。最後因計畫破產，選擇用炸藥自殺。
聲優:大塚明夫

### 真人版
1985年在電視上放送的鬼太郎真人版戲劇，在故事中能變化成普通人類女性接近鬼太郎。
演員:夏樹陽子 (變成女性時)
演員:桑原たけし (配音)
1987年以錄影帶首映放送的節目，在裡頭的造型與鬼太郎第三作劇場版「喀喀喀的鬼太郎 強烈衝突!!異次元妖怪的大叛亂」相似，為軍服搭配軍刀的打伴。
演員:汐路章 

鬼太郎 千年咒歌
鬼太郎電影第二集「鬼太郎 千年咒歌」登場，對人類的所做所為抱持著憎恨；利用妖怪濡女(濡れ女)去收集人類靈魂以召喚兇骨(ガシャドクロ)。
演員:緒形拳 (緒形拳生前最後一個詮釋的角色)

## 技能
爆破
利用身上暗藏的炸藥，在人類社會隨意進行引爆製造恐慌。
刀術
手上攜帶的拐杖內藏著刀刃，可用來迎擊。
靈魂奪取
裡的使用，將手伸入人類口腔內可將體內的靈魂拔出。
變身
1985年發行的真人戲劇版裡；能夠將外貌變身成普通成年女性，在故事最後也可變身成巨大形態的妖怪「仰頭僧人」(見上げ入道)對抗鬼太郎。
此外，在第五作中，曾被烏天狗關起來過。靠著在監獄中吃礦石而能将指甲变成如刀刃一般。